# Harold Lloyd
Harold Clayton Lloyd, Sr. (20 aprilie 1893 – 8 martie 1971) a fost un actor american, comic, regizor, producător, scenarist și cascador. Este cel mai faimos pentru filmele sale mute de comedie.

## Copilărie
Lloyd s-a născut pe 20 aprilie 1893, în Burchard, Nebraska. Străbunicii săi paterni erau galezi. În 1910, după ce tatăl său a avut mai multe eșecuri în afaceri, părinții lui Lloyd au divorțat. Lloyd și tatăl său s-au mutat la San Diego, California, unde a urmat cursurile liceului din San Diego.
Lloyd a devenit interesat de teatru încă din copilărie și a lucrat în diverse companii. 

## Biografie artistică
A fost descoperit de către Hal Roach care îl propune pentru seria Lone-some Luke....  A realizat 206 de filme între 1914 și 1947, cele mai multe în epoca filmului mut și este considerat, alături de Charles Chaplin și Buster Keaton, unul dintre cele mai mari comici ai vremii. Până la sfârșitul anilor 1930 a făcut filme mai rar și la sfârșitul anilor 1940 a jucat în cel mai recent film lui și s-a retras. La începutul anilor 1960 a dirijat nemenționat un film (Harold Lloyd's World of Comedy) constând de fapt dintr-o compilație de scene din filmele sale anterioare.
A debutat ca regizor în 1917, cu filmul Over the Fence.

## Decesul
Lloyd a murit de cancer la prostată pe 8 martie 1971, la vârsta de 77 de ani, în casa sa din Greenacres, Beverly Hills, California. A fost înmormântat într-o criptă din Marele Mausoleu de la Cimitirul Forest Lawn Memorial Park din Glendale, California. Fosta sa colegă de platou, Bebe Daniels, a murit la opt zile după el, iar fiul său, Harold Lloyd Jr., a murit la trei luni după el.

## Legături externe
- Site web oficial
- Harold Lloyd la Internet Movie Database
- HaroldLloyd.us—a site with articles and information, maintained by Annette D'Agostino Lloyd
- Harold Lloyd Forum Arhivat în 17 august 2020, la Wayback Machine. part of ComedyClassics.org
- Harold Lloyd Photos at Silent Ladies & Gents Arhivat în 22 august 2014, la Wayback Machine.
- BBC Radio Interview with Suzanne Lloyd (2002)
- Harold Lloyd in The Sin Of Harold Diddlebock at The Internet Archive
- Photographs and bibliography
- Old Gold Comedy Theater Episodes